# 围山湖水库
围山湖水库是中国贵州省黔西南布依族苗族自治州兴义市境内的一座水库，位于西江水系万屯河上，建于1960年。水库正常库容为1140万立方米，集雨面积为20平方千米，海拔为1420.7米。